# José Carlos da Silva José
José Carlos da Silva José (Vila Franca de Xira, 22 settembre 1941 – Torres Vedras, 26 aprile 2025) è stato un calciatore e allenatore di calcio portoghese, di ruolo difensore.

## Carriera

### Nazionale
Con la Nazionale portoghese prese parte ai Mondiali del 1966.

## Palmarès

### Giocatore

#### Competizioni nazionali
- Campionato portoghese: 4

Sporting Lisbona: 1961-1962, 1965-1966, 1969-1970, 1973-1974
- Coppa del Portogallo: 4

Sporting Lisbona: 1962-1963, 1970-1971, 1972-1973, 1973-1974

#### Competizioni internazionali
- Coppa delle Coppe: 1

Sporting Lisbona: 1963-1964